# Lexus LF-ch
Lexus LF-Ch— концепт-кар 2009 года компании Lexus, люксового подразделения Toyota. Впервые был представлен на Франкфуртском автосалоне в сентябре 2009 года.
Длина концепт-кара составляла 4300 мм, ширина 1700, высота 1400, колёсная база 2600 мм. Он был оснащён 2.4-литровым двигателем мощностью 187 лошадиных сил и электромотором, мощность которого составляла 40 л.с, и шестиступенчатой автоматической трансмиссией. Силовая установка была аналогична использовавшейся на модели Lexus HS 250h.
Спроектирован Калифорнийской студией Calty Design Research Inc, пренадлежащей Toyota.
Представленный концепт был прототипом модели CT200h, которая была представлена всего лишь через полгода.